# Decymalizacja

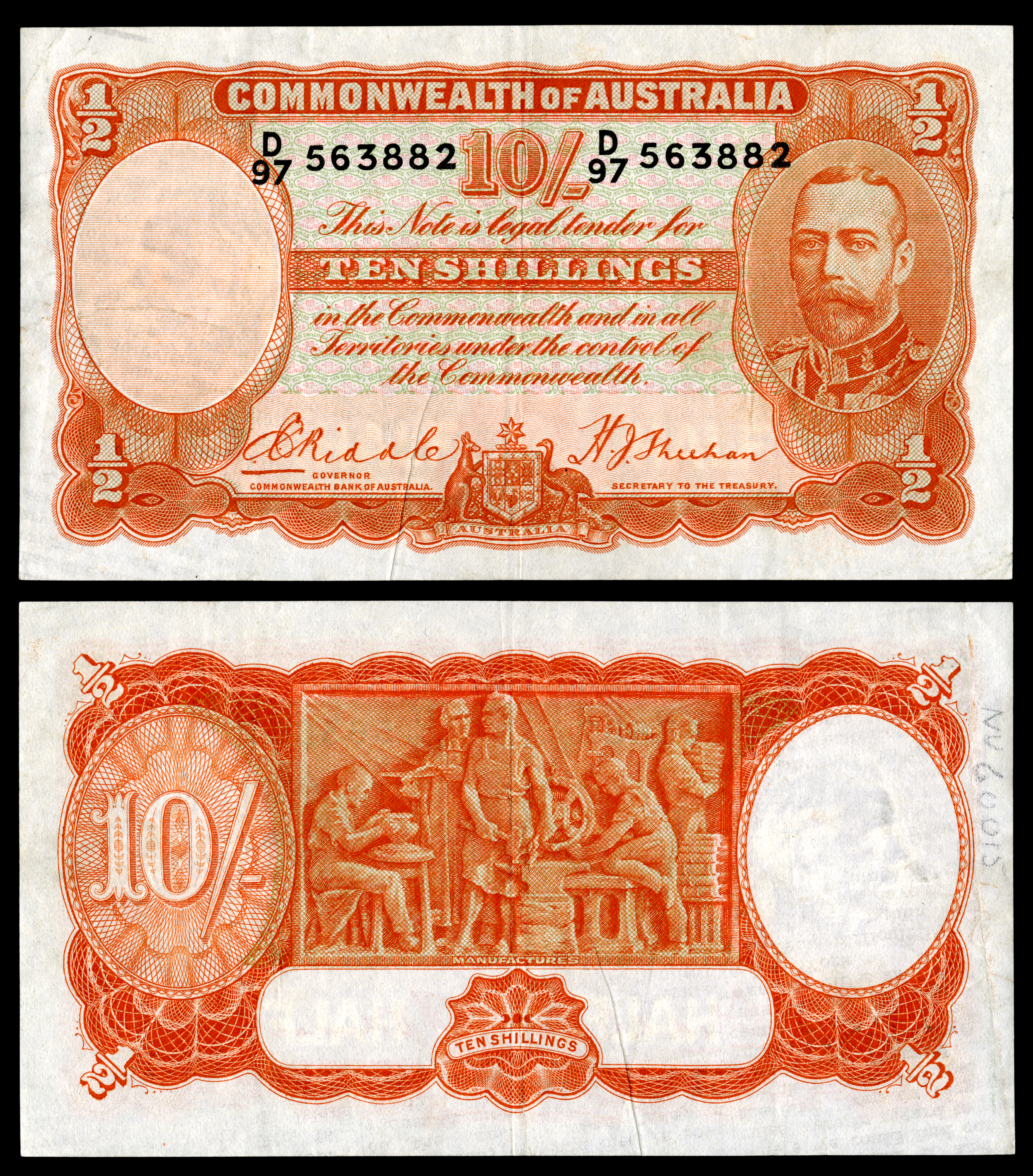
Pół funta australijskiego z lat 30. XX wieku, w wyniku decymalizacji waluta została zastąpiona dolarem australijskim

Decymalizacja (fr. décimalisation ze ś.łc. decimalis „dziesiętny”) – reforma walutowa, polegająca na zastąpieniu dotychczasowej waluty kraju (opartej na systemie innym niż dziesiętny) nową, opartą na systemie dziesiętnym, bez ingerencji w kurs walutowy. 

## Waluta dziesiętna
Waluta w systemie dziesiętnym oparta jest na podstawowej jednostce monetarnej, która dzieli się na podjednostki, będące podwielokrotnością liczby 10. Najpowszechniej jednostkę dzieli się na 100 podjednostek, występują też (zwłaszcza w krajach arabskich) podziały na 1000 podjednostek.
Na przykład:
- 1 złoty – podstawowa jednostka monetarna w Polsce, dzieli się na 100 groszy,
- 1 dolar amerykański dzieli się na 100 centów amerykańskich,
- 1 dinar tunezyjski dzieli się na 1000 milimów.

## Historia
Dawniej jednostki niedziesiętne były bardziej powszechne. Najbardziej znanym jest brytyjski funt szterling, który do 15 lutego 1971 dzielił się na 240 pensów bądź na 20 szylingów. Również na ziemiach polskich waluta do XIX w. oparta była na różnych innych niż dziesiętny systemach.

### Kalendarium
- 1704 – Rosja – wprowadzenie rubla (= 100 kopiejek), pierwszy kraj, który dokonał decymalizacji waluty[3].
- 1792 – Stany Zjednoczone – uchwalenie przez Kongres ustawy Coinage Act, ustanawiającej dolara amerykańskiego (= 100 centów), zastępującego szereg, bazujących na funcie brytyjskim, walut kolonialnych[4].
- 1795 – Francja – wprowadzenie franka, zastępującego liwra; podczas wojen napoleońskich decymalizacji dokonywano w kolejnych krajach okupowanych przez Francję.
- 1855 – Szwecja – wprowadzenie talara szwedzkiego (od 1873 korona) dzielącego się na 100 öre.
- 1857 – Austro-Węgry – decymalizacja guldena.
- 1868 – Hiszpania – wprowadzenie dziesiętnej pesety.
- 1955 – Cypr – wprowadzenie funta cypryjskiego (= 1000 milów, później zastąpionych przez 100 centów).
- 1961 – 14 lutego – Południowa Afryka – wprowadzenie do obiegu randa (= 100 centów), który zastąpił funta południowoafrykańskiego[5].
- 1966 – 14 lutego – Australia – wprowadzenie do obiegu dolara australijskiego (= 100 centów), który zastąpił funta australijskiego[6].
- 1966 – 10 lipca – Nowa Zelandia – wprowadzenie do obiegu dolara nowozelandzkiego (= 100 centów), który zastąpił funta nowozelandzkiego[7].
- 1971 – 15 lutego – Wielka Brytania i Irlandia – decymalizacja funta szterlinga i funta irlandzkiego.
- 1972 – Malta – wprowadzenie funta maltańskiego (= 100 centów = 1000 milów).